# 2MASS J07562529+1244560
2MASS J07562529+1244560 ist ein Brauner Zwerg im Sternbild Krebs. Er wurde 2000 von J. Davy Kirkpatrick et al. entdeckt und gehört der Spektralklasse L6 an.